# Embelia rowlandii
Embelia rowlandii är en viveväxtart som beskrevs av Ernest Friedrich Gilg. Embelia rowlandii ingår i släktet Embelia och familjen viveväxter. Inga underarter finns listade i Catalogue of Life.